# Barra da Tijuca
Barra da Tijuca ( UTTAL) eller endast Barra är en stadsdel i Rio de Janeiros Zona Oeste, ungefär 1 mil väster om Leblon. Stadsdelen har en 12 kilometer lång sandstrand, laguner, många hotel och höghus, stora gallerior och breda genomfartsleder. Den jämförs ofta med Miami.

## Förvaltningsindelning

### Stadsdel
Stadsdelen (bairro) Barra da Tijuca har 136 000 invånare (2010).

### Administrativregion
Barra, tillsammans med Recreio dos Bandeirantes och sex omgivande stadsdelar utgör administrativregionen Barra da Tijuca (RA XXIV) med 300 000 invånare.

## Kommunikationer
Barra omges av berg och hav och det finns inte många tillfarter. Viktigast är den ofta överbelastade motorvägen Avenida Governador Carlos Lacerda, även kallad Linha Amarela (gula linjen), från norra Rio.
Barras första tunnelbanestation, Jardim Oceânico, skall öppnas år 2016.

## Olympiska Sommarspelen 2016
Vid de olympiska sommarspelen 2016 i Rio låg flera tävlingsarenor i Barra da Tijuca.

Arenor för Sommar-OS 2016